# Exostoma berdmorei
Exostoma berdmorei är en fiskart som beskrevs av Blyth, 1860. Exostoma berdmorei ingår i släktet Exostoma och familjen Sisoridae. IUCN kategoriserar arten globalt som otillräckligt studerad. Inga underarter finns listade i Catalogue of Life.